# Principauté de Salm-Salm
Pour les articles homonymes, voir Salm.
1751–1793
Entités précédentes :
- Principauté de Salm

Entités suivantes :
- République française (département des Vosges)

La principauté de Salm-Salm forme, à la fin du XVIIIe siècle, un territoire autrefois plus vaste nommé par les historiens Salm-en-Vosges. Elle succède à une région historique plus étendue en 1598 par un long indivis : le comté de Salm du comte Jean IX, devenu, après 1600 par le mariage de sa fille Christine, partie du duché de Lorraine d'une part, et une première principauté de Salm qui désigne commodément l'autre moitié du comté de Salm attribuée au rhingrave Frédéric, élevé en 1623 au statut de prince d'Empire d'autre part.
La principauté de Salm-Salm n'existe effectivement qu'entre 1751 et 1793. Elle est souveraine bien que les Français disposent d'un droit de libre passage. Après l'annexion ratifiée le 2 mars 1793, la Convention sépare l'ancien territoire princier en deux cantons des Vosges, le canton de Senones et le canton de La Broque (aujourd'hui canton de Mutzig), ce dernier canton complété ultérieurement par l'apport d'autres communes du  val de Bruche.

## La refondation de la principauté

### Réunion de deux rameaux de Salm
Les Salm descendant du Rhingrave Frédéric s'étaient séparés au XVIIe siècle en plusieurs branches ; celle de Neufville de la ligne de Dhaun avait reçu la dignité princière (princes de Salm), mais avait aussi donné naissance au rameau collatéral des ducs de Hoogstraten.
Le prince de Salm Louis Othon avait pour seule héritière sa fille aînée Dorothée, laquelle épousa en 1719 son cousin Nicolas-Léopold, du rameau collatéral des ducs de Hoogstraten. À la mort du prince en 1738, le rameau de Hoogstraten recueillit alors la dignité princière, et Nicolas-Léopold prit le titre de prince de Salm-Salm pour signifier cette réunion. Le territoire de la principauté restait inchangé, partagé avec le comté de Salm des ducs de Lorraine.
La principauté de Salm-Salm est ainsi désignée depuis 1743, date à laquelle Nicolas-Léopold prend pour « titre usuel » celui de prince de Salm-Salm (Fürst zu Salm-Salm).

### Statut
Par un diplôme de transport et de confirmation, donné à Vienne le 14 janvier 1739, l'empereur Charles VI transfère à Nicolas-Léopold, en tant possesseur du comté princier de Salm, la qualité de membre des états princiers attachée à cette terre.

### Refonte du territoire
La principauté de Salm, depuis 1623, formait un territoire morcelé, imbriqué dans les territoires du comté de Salm dévolu au duc de Lorraine. Elle formait aussi une enclave germanique entre le duché de Lorraine, dépendant de l'Empire, et l'Alsace, partiellement occupée par la France depuis les traités de 1648.
À partir de 1738, par le traité de Vienne, il fut établi par convention entre le roi Louis XV de France et l'empereur Charles VI du Saint-Empire que le duc François III de Lorraine renoncerait à ses États en faveur de l'ex-roi de Pologne Stanislas Leszczyński, beau-père en exil du roi de France. Celui-ci deviendrait duc « viager » de Lorraine et de Bar et à sa mort, la Lorraine et le Barrois seraient rattachés à la France. Nicolas-Léopold craignit qu'à cette occasion, sa principauté ne subisse le même sort. Après de longues négociations, il obtint qu'une convention soit signée le 21 décembre 1751 entre lui-même, Stanislas et Louis XV. Un nouveau partage entre le comté et la principauté y était décidé, sorte de remembrement aboutissant cette fois à deux aires géographiquement bien distinctes.

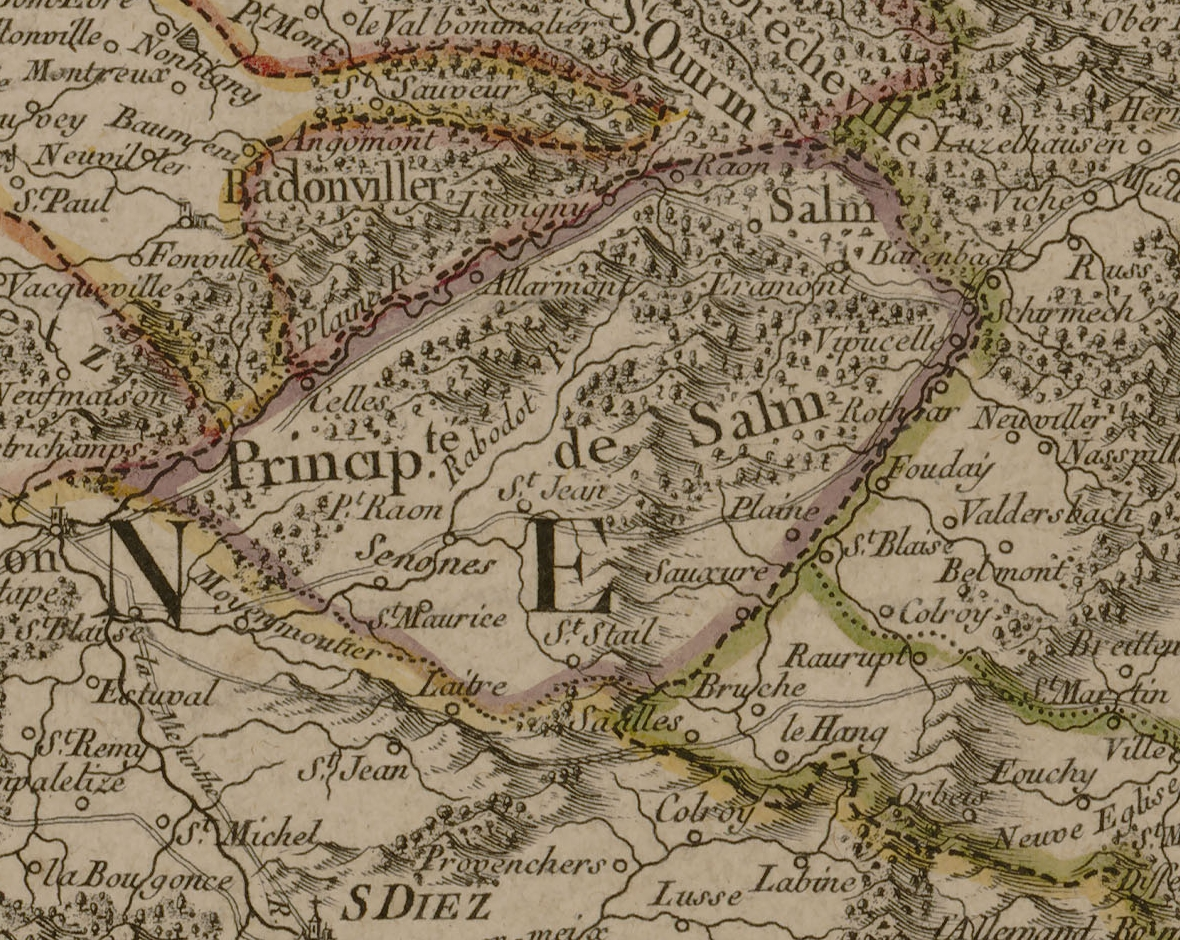
La principauté en 1784

La convention est signée à Paris, le 21 décembre 1751, par ses quatre négociateurs, à savoir : pour Louis XV et Stanislas, le maréchal Charles Fouquet, duc de Belle-Isle, assisté de l'abbé Rome, chanoine de Saint-Pierre de Lille ; et, pour Nicolas-Léopold, le prince Louis de Salm-Salm, son fils aîné, assisté de l'abbé Jean Thelosent. Le prince de Salm-Salm la ratifie le 28 janvier 1752 ; Stanislas, le 31 décembre 1752.

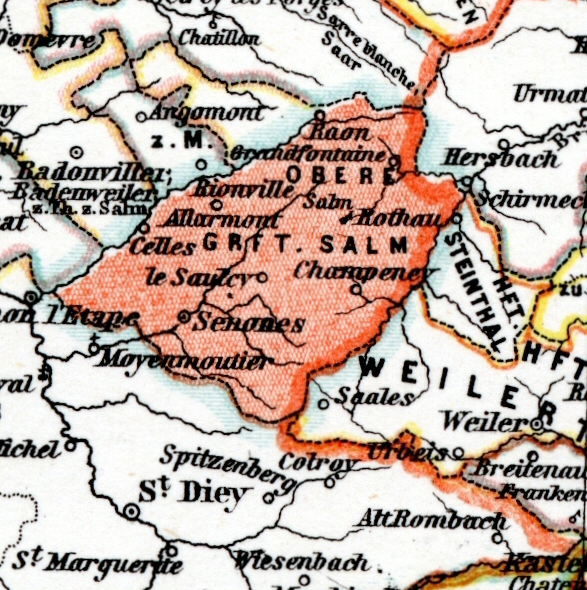
La principauté après 1751.

La Lorraine acquit l'ouest du territoire avec Badonviller pour capitale, et les Salm-Salm abandonnaient leurs droits sur la baronnie de Fénétrange. L'essentiel de l'ancien comté, sur la rive gauche de la Plaine, était en revanche attribué en pleine propriété aux princes de Salm-Salm, comprenant une trentaine de localités :
- le val de Senones[7] comprenant le bourg de Senones qui devint capitale de la principauté ainsi que Ménil[8], Belval[8],[9], Châtas[8],[10], Moussey[8],[11], La Petite-Raon[8],[12], Le Puid[8],[13], Le Vermont[8],[14], Vieux-Moulin[15], Saint-Maurice-lès-Senones[8], les Frénot, Le Saulcy[8],[16] et Le Mont[8],[17] ;
- Celles[8],[18] et le val d'Allarmont[7] comprenant Allarmont[8],[19], Luvigny[8],[20], Raon-sur-Plaine[8],[21] et Vexaincourt[8],[22] ;
- le ban de Plaine[7] comprenant Plaine[8], Bénaville[8], Champenay[8], Diespach, Poutay et Saulxures[8] ;
- la prévôté de Saint-Stail[7] comprenant Saint-Stail[8],[23] et Grandrupt[8],[24] ;
- le ban de Salm[7] comprenant La Broque[8], Albet, Fréconrupt, Grandfontaine[8], Les Quelles, Vacquenoux, Vipucelles et les forges de Framont.

Sa population est d'environ 10 000 habitants pour une superficie d'environ 240 kilomètres carrés (20 km sur 12).

## Un nouvel État souverain

### La nouvelle prospérité
Le partage avait favorisé la nouvelle principauté de Salm-Salm, en extension comme en ressources naturelles ou artisanales.
On y cultivait le seigle, le sarrasin, l'orge, la pomme de terre et un peu de froment, du chanvre et du lin. On y trouvait des forêts de sapins et donc des scieries, il y avait des lièvres, des sangliers, des chevreuils et des perdrix ; dans les rivières, des truites, des lottes et des ombres. Beaucoup d'arbres fruitiers, des cerisiers en quantité.
Il y avait aussi des forges qui occupaient plus de 400 ouvriers. Les activités minières et métallurgiques constituèrent le patrimoine de loin le plus considérable des seigneurs de Salm. C'est en effet à Framont-Grandfontaine que fut édifiée au milieu du XVIe siècle la première entreprise sidérurgique « moderne » des Vosges où se coulait la fonte tout au long de l'année, et non plus sur quelques mois avant destruction des hauts fourneaux. L'importance des filons métallifères (et non la qualité) contribua à la puissance et à la renommée des forges princières de Salm-Salm au XVIIIe siècle. Lors de l'annexion de la Principauté par la France révolutionnaire, la famille Champy (originaire de Bourgogne) s'en rendit propriétaire en 1796 et en poursuivit l'exploitation avec succès. Progressivement concurrencées par l'utilisation à moindre coût du charbon minéral, les forges survécurent difficilement pour disparaître en 1857.

### Princes souverains de Salm-Salm
- Philippe Othon (de) (1575-1634), à qui l'empereur Ferdinand II conféra le titre de prince d'empire le 8 janvier 1623. Sa portion du comté fut alors érigée en principauté.

Fils du rhingrave Frédéric (1547-1608), comte sauvage du Rhin, et de Françoise, comtesse de Salm. Il épouse Christine de Croy, fille de Charles Philippe, marquis d'Havre, et de Diane de Dommartin, comtesse de Fontenoy, baronne de Fénétrange.
- Louis (de) (1616-1636). Fils du précédent. Maître de camp au service de l'Empereur, il fut tué en 1616 dans l'armée du général Piccolomini, lorsque celui-ci fit lever le siège de Saint-Omer.
- Léopold Charles Philippe (de) (1618-1663). Frère du précédent. Il épouse Marie Anne, comtesse de Bronchorst et d'Anholt, dont il eut Charles Théodore Othon qui suit.
- Charles Théodore Othon (1645-1710). Fils du précédent. Maréchal de camp général, premier ministre et grand maître de la Maison de l'Empereur Joseph 1er. D'un second mariage avec Louise-Marie du Palatinat, fille d’Édouard, comte palatin du Rhin, duc des Deux-Bavières et d'Anne de Gonzague de Clèves, duchesse de Mantoue, il aura Louis Othon qui suit. Par sa femme, il est l'oncle de l'impératrice Wilhelmine-Amélie de Brunswick-Lunebourg et le cousin germain de la duchesse d'Orléans, "Madame" Élisabeth-Charlotte de Bavière mère du régent et de la duchesse de Lorraine.
- Louis-Othon (1674-1734). Fils du précédent. Il épouse le 20 juillet 1700 Albertine -Jeannette Catherine (1679-1716), fille de Maurice Henri, prince de Nassau-Hadamar et d'Anne Louise, comtesse de Mandersheidt. De cette union naquirent trois filles dont Dorothée Françoise Agnès (o 1702), princesse de Salm.

Cette dernière perpétuera la lignée de ces princes de Salm en épousant Nicolas Léopold, fils unique du wildgrave et rhingrave Guillaume Florentin, des seigneurs de Neuvillers, et de Marie Anne, fille du prince de Mansfeld et Fondi.
- Nicolas-Léopold (de) (1701-1770). Gendre du précédent, feldmaréchal dans les armées de l'Empereur ; à la suite de son mariage avec l'héritière de la branche régnante, il s'intitula prince de Salm. Le couple aura 18 enfants.
- Louis Charles Othon (de) (1721-1778). Fils aîné du précédent. Comte d'Immerselle et de Bockhoven, abbé commendataire de Bohéries (1742), de Beaupré (1751-1776) et de Saint-Quentin-en-l'Isle, marié, après dispense, en 1775, à Marie Anne Félicité, comtesse d'Horion. Il meurt à Senones le 28 juillet 1778 et fut enterré dans l'église de l'abbaye. Sa femme meurt au même lieu le 9 mai 1800. Le frère de Louis Charles Othon, Maximilien Frédéric Ernest (1732-1773) sera le père du prince suivant. Il commence une collection de tableaux, de livres et d'autres objets d'arts[réf. souhaitée].

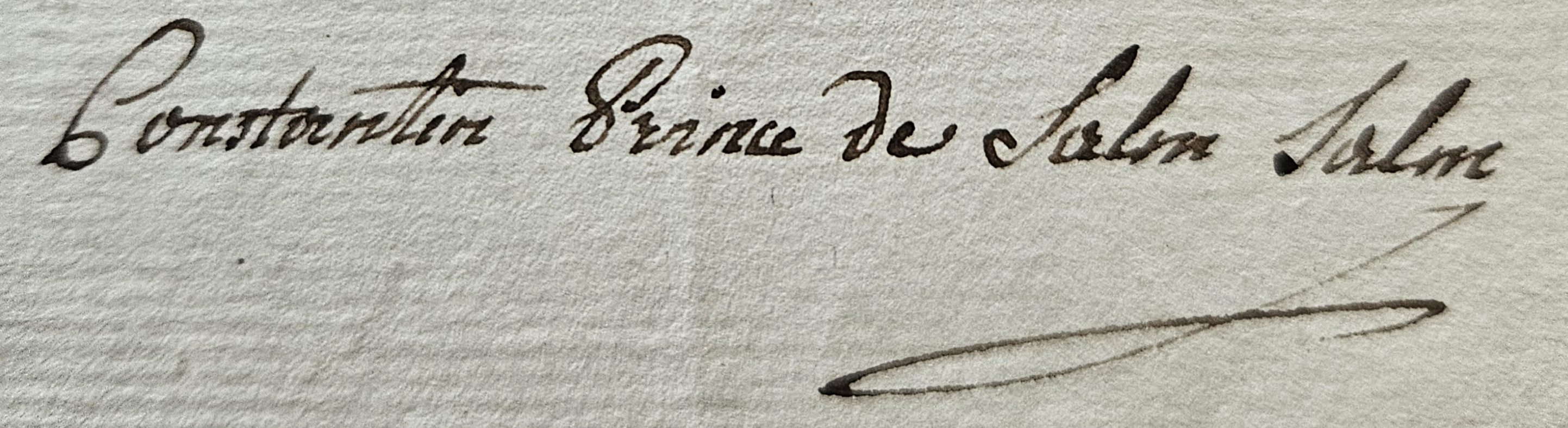
Signature de Constantin Prince de Salm Salm dans un courrier adressé à Napoléon Bonaparte

- Constantin Alexandre (de) (1762-1828). Neveu du précédent. Ce sera le dernier prince régnant de Salm.

Face aux événements de la Révolution française, le 15 août 1791, le prince quitte sa principauté pour se retirer dans son domaine d'Anholt, en Westphalie.
La France étant confrontée à une grave crise frumentaire, la Convention nationale interdit, sous peine de mort, l'exportation des grains. Un décret du 8 décembre 1792 précise en outre que cette prohibition conserve toute sa rigueur même s'il s'agit de ravitailler une terre étrangère enclavée au sein du territoire de la République française. Cette nouvelle disposition annule de facto le traité de 1751 garantissant à la principauté le libre commerce d'import et d'export. Dès le 10 décembre, le maire de Moyenmoutier notifie aux Senonais l’interdiction qui leur est faite d'acquérir des grains au marché de Raon-l’Étape et organise le contrôle des voitures se rendant dans la principauté.
Les négociations dès lors entamées avec le gouvernement révolutionnaire ne permettent pas de faire évoluer la situation et, au début de 1793, les habitants de la principauté, excédés par une importante crise économique, sollicitent leur annexion à la France. Ils adressent ainsi une pétition à la Convention demandant le rattachement de la principauté à la République. Accédant à leur requête, l'assemblée révolutionnaire alors présidée par Dubois-Crancé décréta le 2 mars, sur un rapport de Lazare Carnot : "la ci-devant principauté de Salm est réunie au territoire de la République, et fait partie provisoirement du département des Vosges", et nomme trois commissaires (Couthon, Goupilleau de Montaigu et Michel) pour qu'ils se rendent sur place et recueillent le serment civique des habitants afin de concrétiser leur attachement à leur nouvelle patrie.
Bien que souverain d'un état indépendant, le prince Constantin fut, après l'annexion, réputé émigré. Aussi ses biens furent-ils séquestrés, déclarés nationaux et vendus. De l'exceptionnelle collection princière de 2330 estampes, dont 1400 furent saisies en 1793, on en connaît encore 107, à la bibliothèque d'Epinal, désormais numérisées. Dépossédé de sa principauté par le décret de la Convention du 2 mars 1793, il mourut à Karlsruhe le 25 février 1828.
(Archives départementales des Vosges, 3C, archives du comté et de la principauté de Salm. Répertoire numérique - août 2007).
Voir la généalogie des comtes et princes de Salm.

### La capitale et la cour des princes

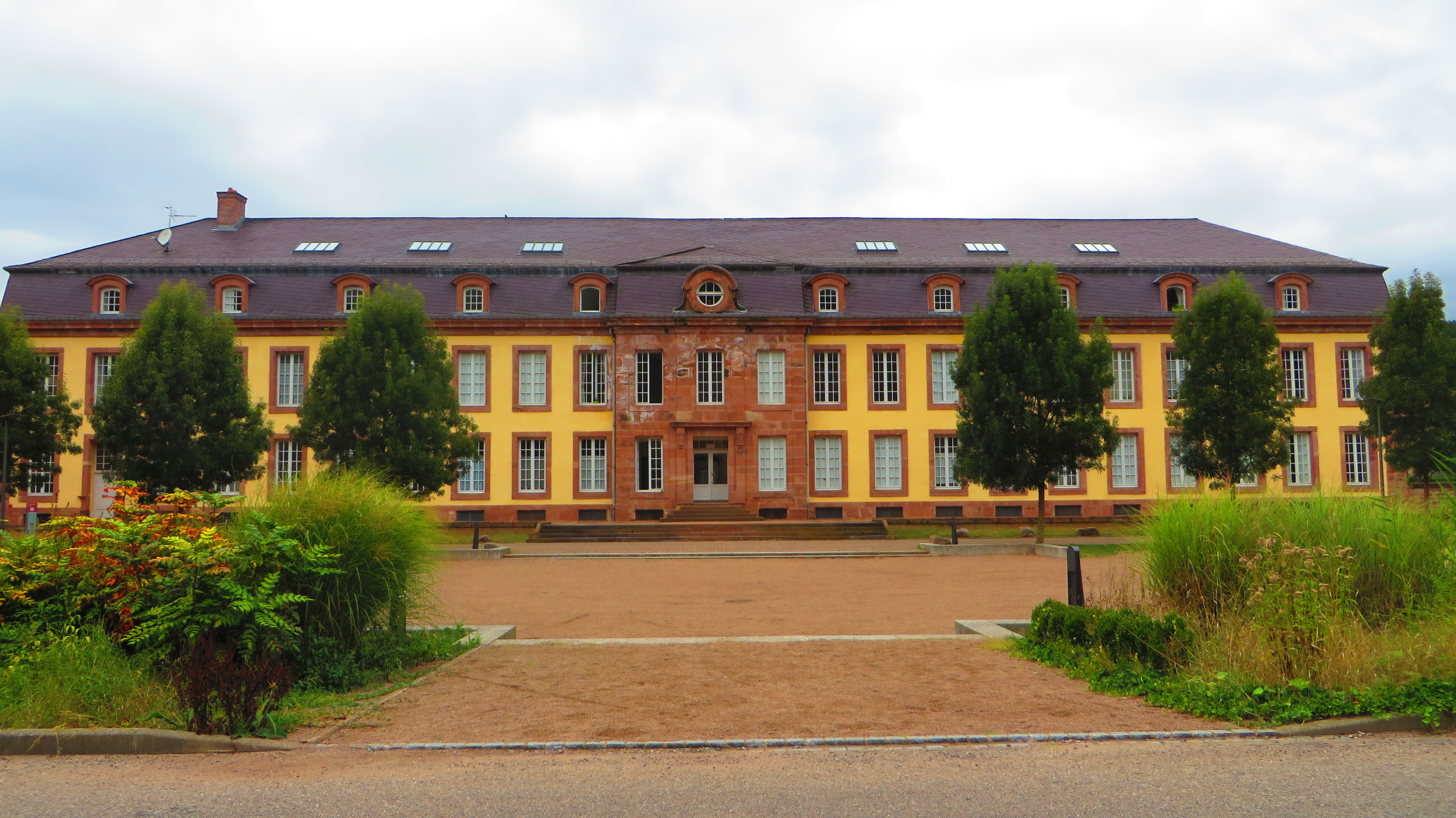
Le second château de Senones

Dans leur nouvelle capitale, Senones, les princes firent édifier deux châteaux entre 1754 et 1781, ainsi que plusieurs hôtels particuliers. Ils ordonnèrent aussi divers embellissements. Dom Augustin Calmet, abbé bénédictin de Senones et historien érudit, participa à la reconstruction du monastère dont il avait la charge, et contribua à faire connaître la principauté. Voltaire lui-même y fut son invité en 1744 et 1754. Bien qu'elles aient été transformées en usines textiles au XIXe siècle, les constructions princières et l'abbaye furent classées monuments historiques dans les années 1980.
En septembre 1757, Nicolas-Léopold entre à Senones. Le 29 mars 1764, il crée un grand-bailliage et une gruerie.
Le 12 mars 1771, Louis-Charles-Othon crée un conseil de régence, composé du chancelier et d'un certain nombre de « conseillers intimes » du prince.

## Le rattachement à la France

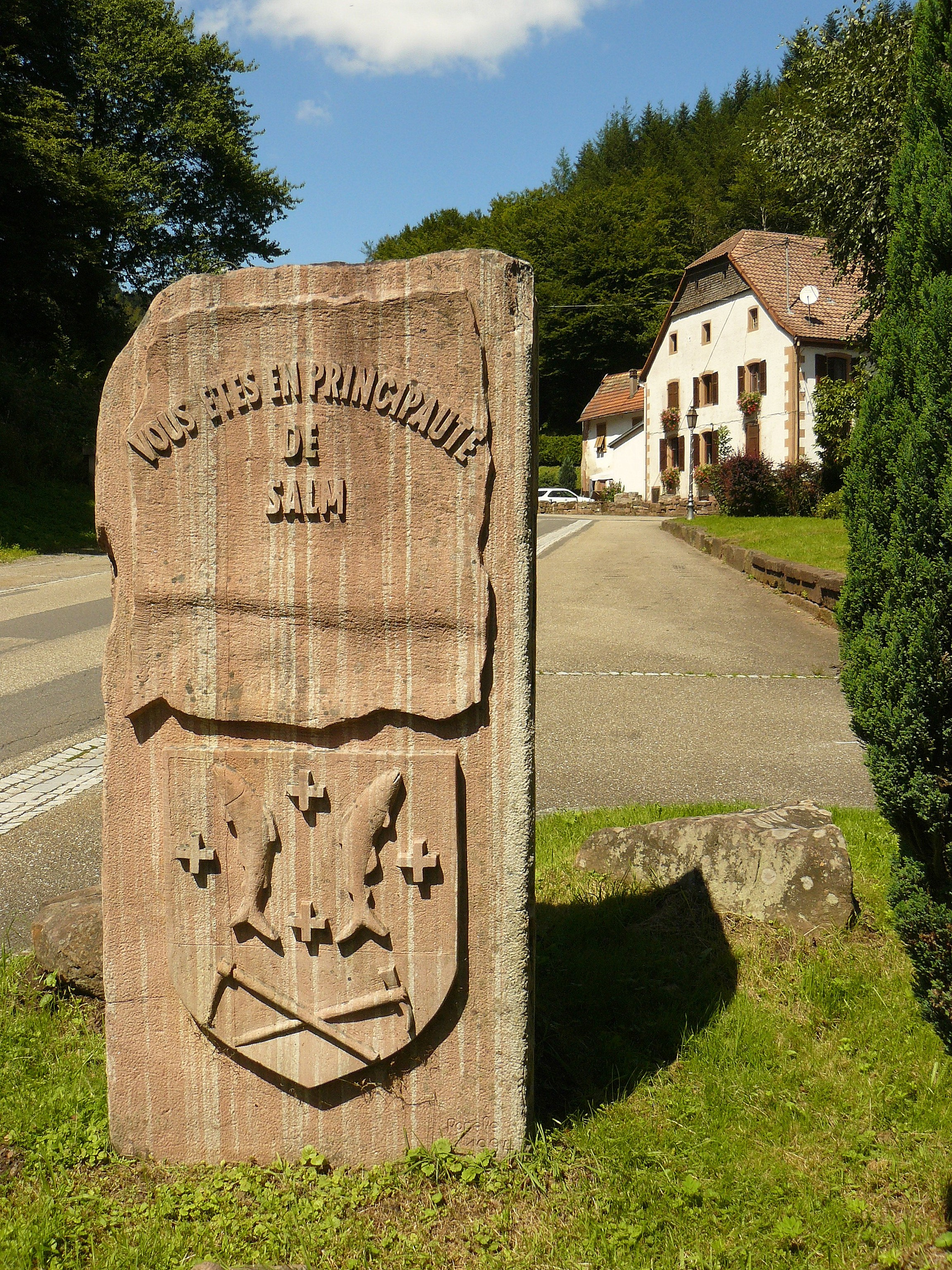
Pierre commémorative de la principauté de Salm à Grandfontaine (Bas-Rhin)

1751 : Senones devient la capitale de la principauté de Salm-Salm, qui sera réunie à la France et intégrée au département des Vosges en 1793.
La principauté de Salm avait réussi à conserver son indépendance politique et économique après les traités de Westphalie qui accordaient au roi de France les possessions alsaciennes des Habsbourg alors que la partie duché de Lorraine demeurait au Saint-Empire romain germanique. Au même titre que la principauté, la ville de Mulhouse, le comté de Montbéliard avec Riquewihr et le comté de Nassau-Sarrewerden étaient aussi considérés comme des territoires étrangers susceptibles d’être annexés. Les princes de Salm-Salm (princes possessionnés d'Alsace) étaient donc considérés comme seigneurs au service de l’Empire et dont le territoire, enclavé dans les possessions du nouvel État français, constituait pour l'Assemblée constituante un obstacle à l’unification et à la sécurité du sol national.

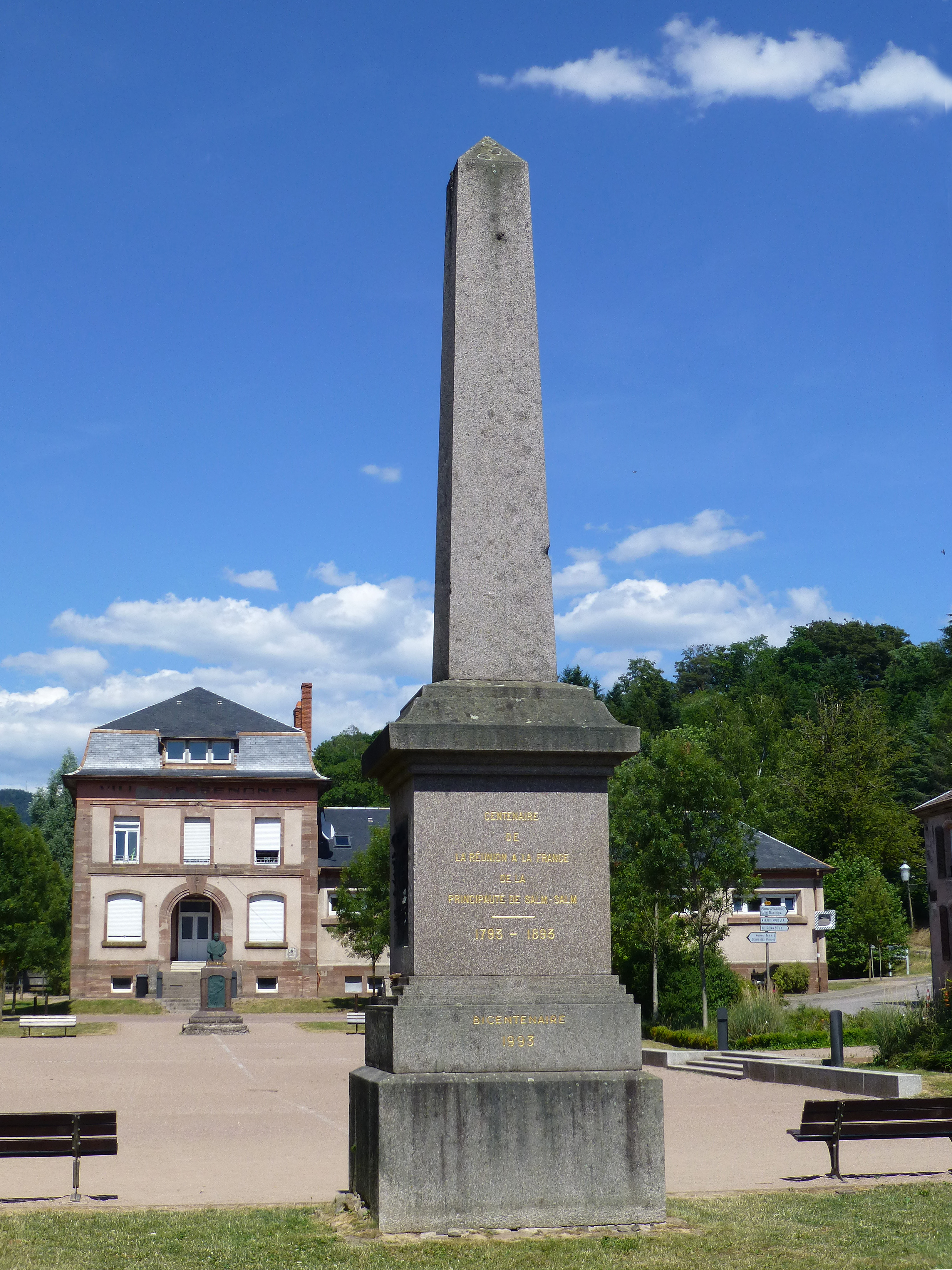
Senones : monument commémorant le rattachement à la France

Scrutant avec inquiétude les bouleversements provoqués par la Révolution française, et l'échec de la fuite de la famille royale à Varennes-en-Argonne, le prince Constantin Alexandre prend la sage précaution de se retirer définitivement le 15 août 1791 de Senones, capitale de sa principauté vosgienne et gagne son château d'Anholt en Westphalie. Ce domaine a été acquis en 1647 par le mariage du prince Léopold Philippe Charles de Salm avec l’héritière des comtes d'Anholt de la maison de Bronkhorst, Anna-Maria.
La Convention nationale, ayant interdit - plus formellement en 1792 sous peine de mort - la sortie des denrées du territoire national français en temps de guerre, se borne à établir un blocus économique de la principauté et provoque une crise alimentaire dans la principauté, en effet les Salmiens ne peuvent plus vendre leurs excédents en bois et en métaux pour acheter de la nourriture en suffisance. Les pourparlers engagés depuis Anholt par le prince Constantin et par des émissaires de la principauté n’aboutissent point, ouvrant la voie à une procédure d’annexion de l’enclave pour les partisans de la République ou les ennemis de l'ancien ordre religieux au sein des instances représentatives de la principauté, les partisans du Prince ou plus exactement de l'Etat salmien sont mis en minorité, et alors que les impôts y était plus bas qu'en France, les Salmiens sont contraints, pour ne pas mourir de faim, de rester passif face au rattachement inévitable et imminent. Le conseil municipal de Senones n'a d'autre choix que de voter le rattachement à la République française le 21 février 1793. Le traité, ratifié à Paris par la Convention nationale le 2 mars 1793, précise, non sans cynisme, que la Convention accepte : « le vœu librement émis par le peuple de la ci-devant principauté de Salm … ». Sous l'égide du conventionnel Couthon, l’ancien territoire de la principauté qui compte plus de 12 000 habitants est définitivement incorporé au département des Vosges. Un monument de 1893, sur la place du « nouveau château » à Senones, marque le centenaire du rattachement.

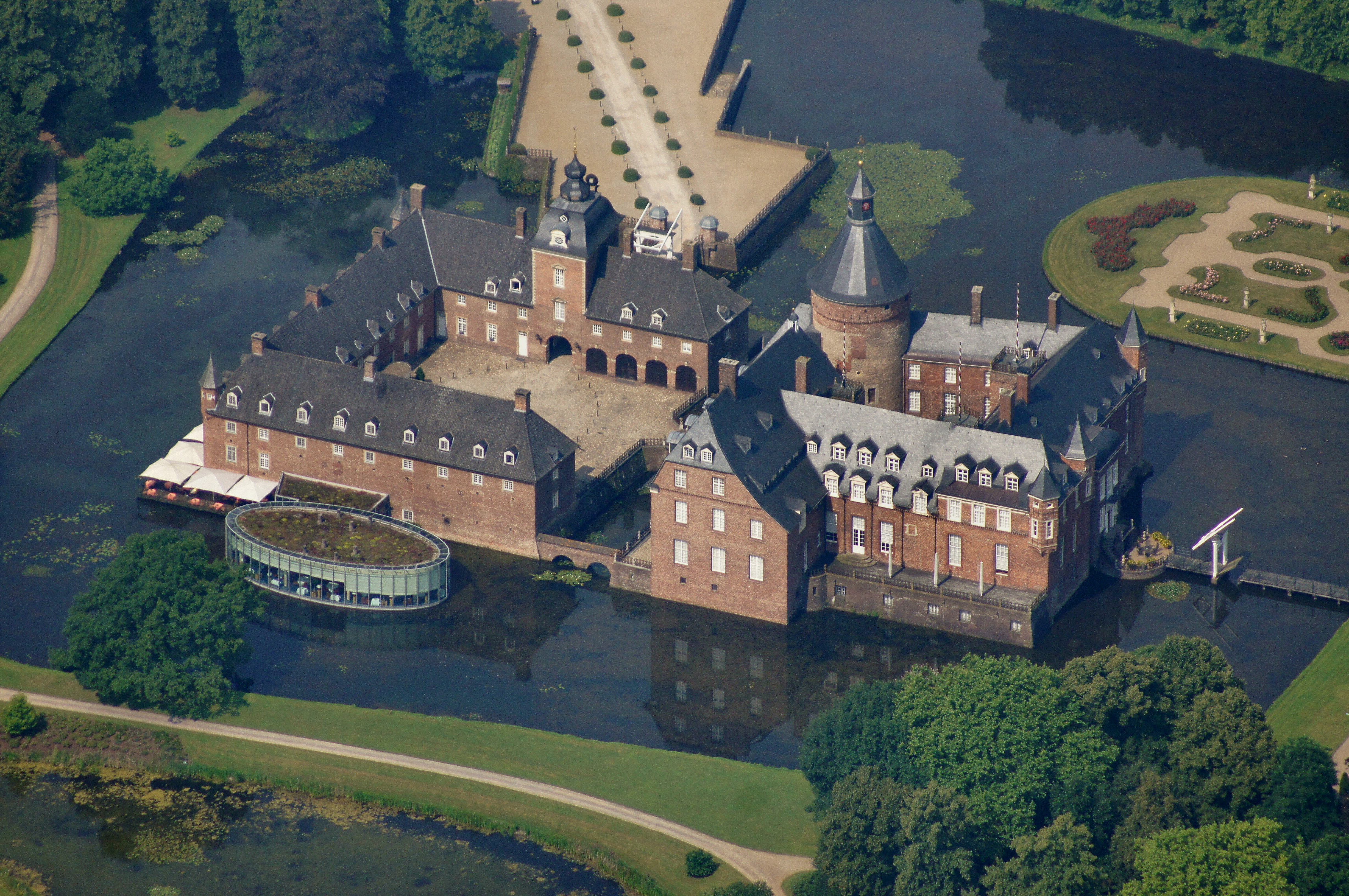
Le château d'Anholt en Westphalie, résidence actuelle des princes de Salm-Salm depuis 1791.

Les châteaux des princes de Salm-Salm à Senones, construits au XVIIIe siècle, ont brûlé plusieurs fois et leurs vestiges sont maintenant dans un état plutôt délabré, à l'exception d'une aile du Second Château. Les princes de Salm-Salm habitent le château d'Anholt en Westphalie depuis 1791. Entre 1802 et 1811, ils y régnèrent en tant que souverains d'une Principauté de Salm, nouvellement fondée en Westphalie. En 1810, cette deuxième Principauté de Salm, située sur la Rive gauche du Rhin, revient aussi à la France. Au cours du Congrès de Vienne, la souveraineté de cette Principauté de Salm n'a pas été restaurée, mais les régions ont été ajoutées à la Prusse. Le château d'Anholt est resté la résidence des princes jusqu'à ce jour.

## Au présent
Le régiment de Salm-Salm fut dissous le 1er janvier 1791 ; il devint le 62e de ligne qui participa à la bataille de Valmy. L'office de tourisme de Senones a choisi de mettre en valeur ce passé historique, reconstituant une section de ce régiment et organisant, pour les touristes, une relève de la garde.

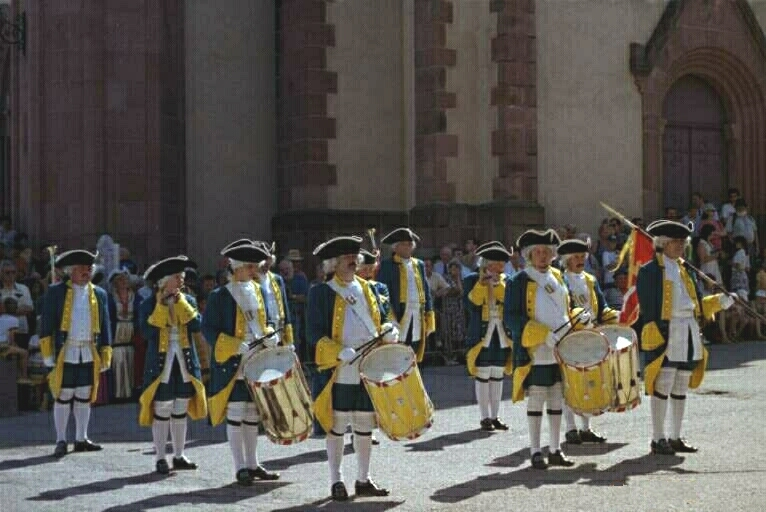
La relève de la garde de Salm à Senones

Depuis le début du XXIe siècle, quelques mouvements indépendantistes, autonomistes et/ou localistes se développent de manière parcellaire.[réf. nécessaire]

## Anecdotes
- Devenu persona non grata dès que sa présence est connue en principauté de Salm-Salm, Voltaire s'est vu octroyer un délai de trois jours pour en déguerpir. Invité généreusement par l'abbé de Senones, dom Calmet, alors que de retour de Prusse il se morfond à Colmar, il découvre pendant son court séjour de quinze jours l'érudition des moines et la qualité de leur bibliothèque. Prenant les eaux à Plombières, il se confond en remerciements épistolaires auprès de son hôte. Ce dernier abbé, vaillant octogénaire, avoue sa surprise devant l'intransigeance du prince vis-à-vis de son invité, si sérieux et si studieux qu'il n'aurait point été surpris d'une prochaine conversion. Mais Voltaire, même en méforme, redevenant le malicieux satiriste, ironise aussi sur le délai si généreux qui lui a été accordé pour quitter un minuscule territoire « dont un escargot ferait le tour en une journée ».